# Siegessäule (Siegburg)

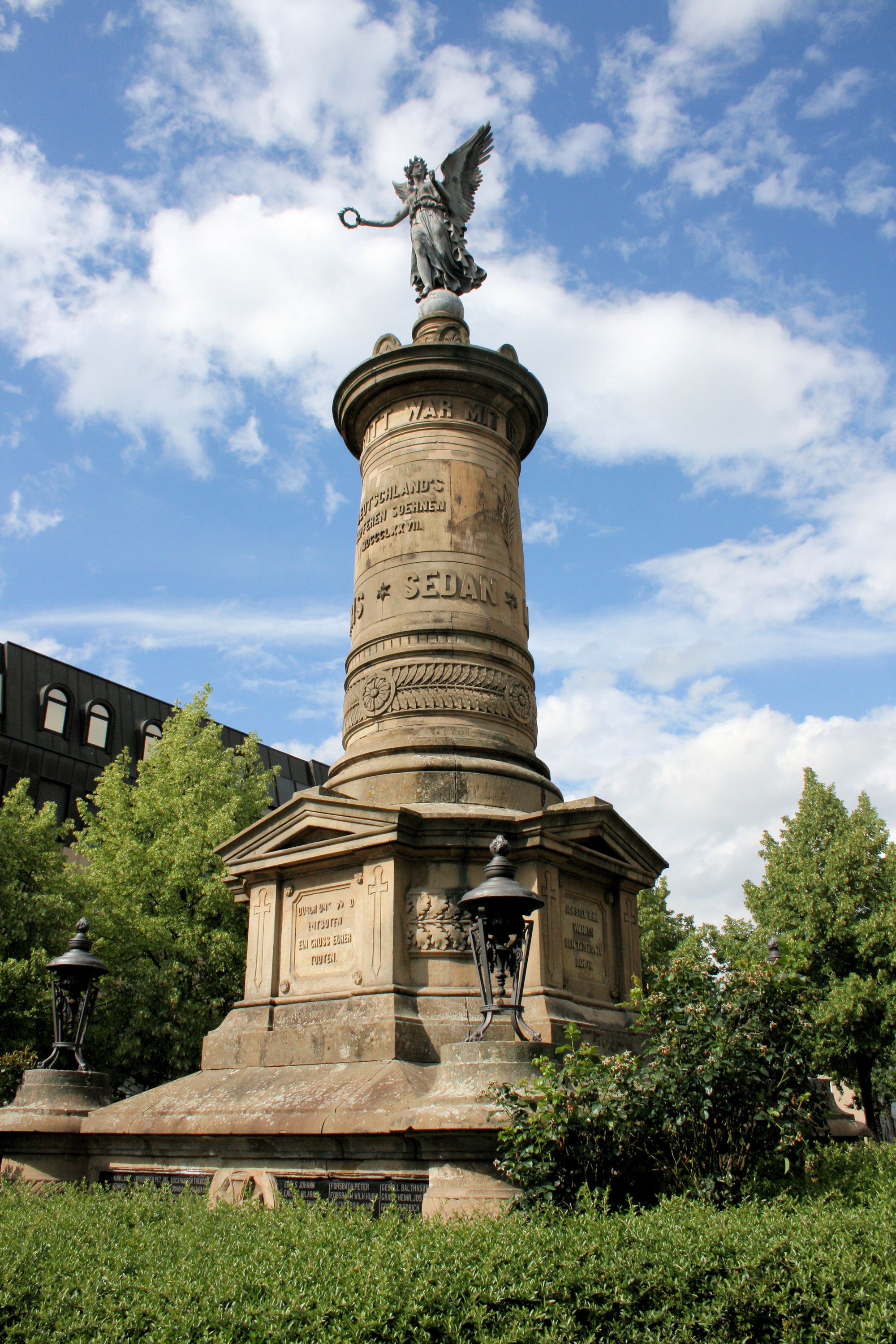
Die Siegessäule auf dem Markt in Siegburg

Die Siegessäule in Siegburg ist das Kriegerdenkmal für die in den deutschen Einigungskriegen 1866 und 1870/71 gefallenen Soldaten aus Siegburg und dem Siegkreis. Die auf einer Kugel stehende geflügelte Victoria hält in den Händen die Symbole des Sieges (Lorbeerkranz) und des Friedens (Palmzweig).

## Entstehung und Beschreibung
1867 äußerte der Kameradschaftliche Verein Siegburg den Wunsch für ein Gefallenendenkmal. 1873 wurde zu diesem Zweck ein Ausschuss gegründet mit den Mitgliedern Oberst Muelenz, Justizrat Wurzer, Dr. Schwann und Herr Heiden. Die Gestaltung gaben sie beim Architekten Ritschert (Berlin) in Auftrag.

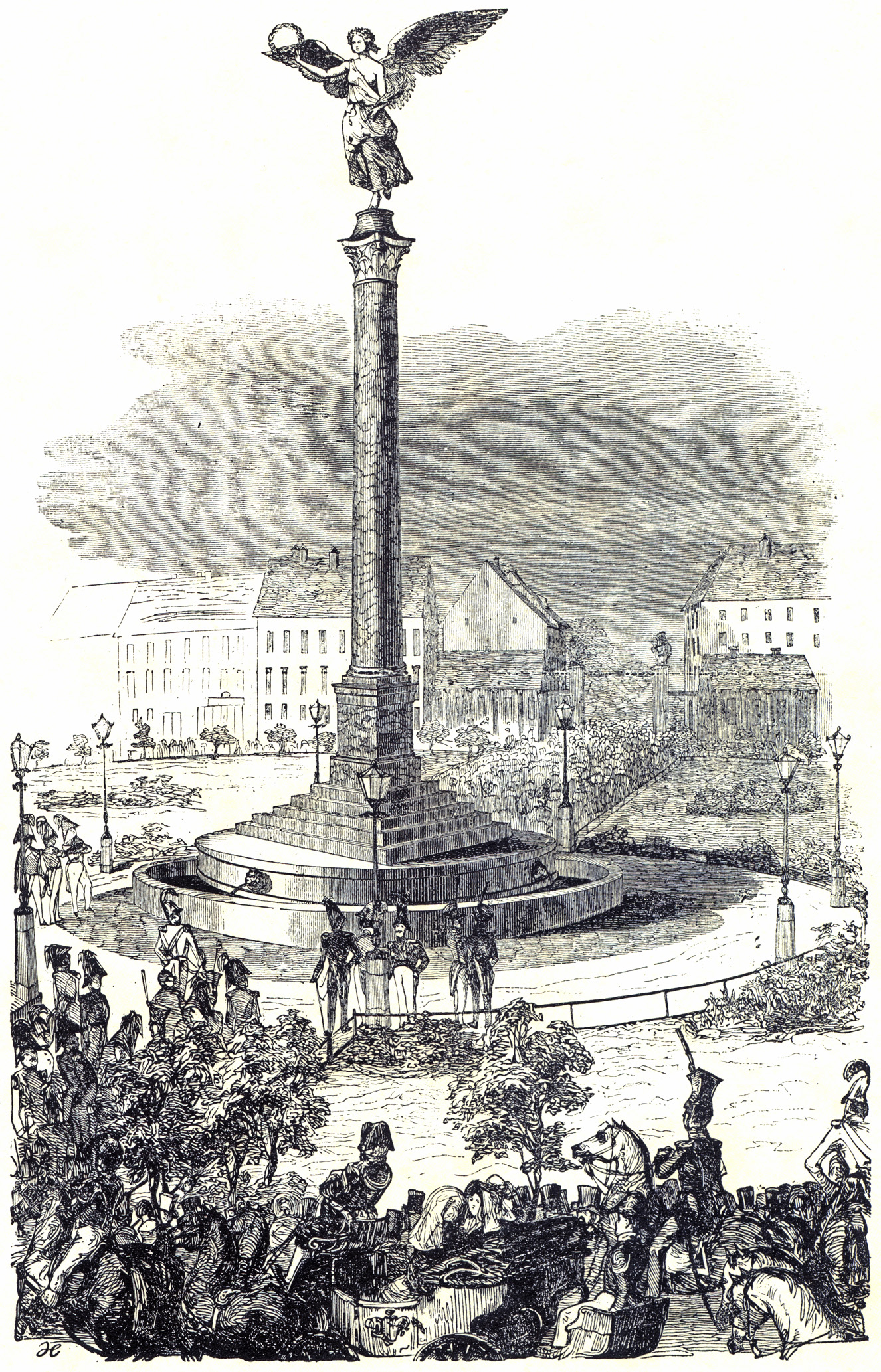
Vorbild: Friedenssäule auf dem Belle-Alliance-Platz in Berlin (1843)

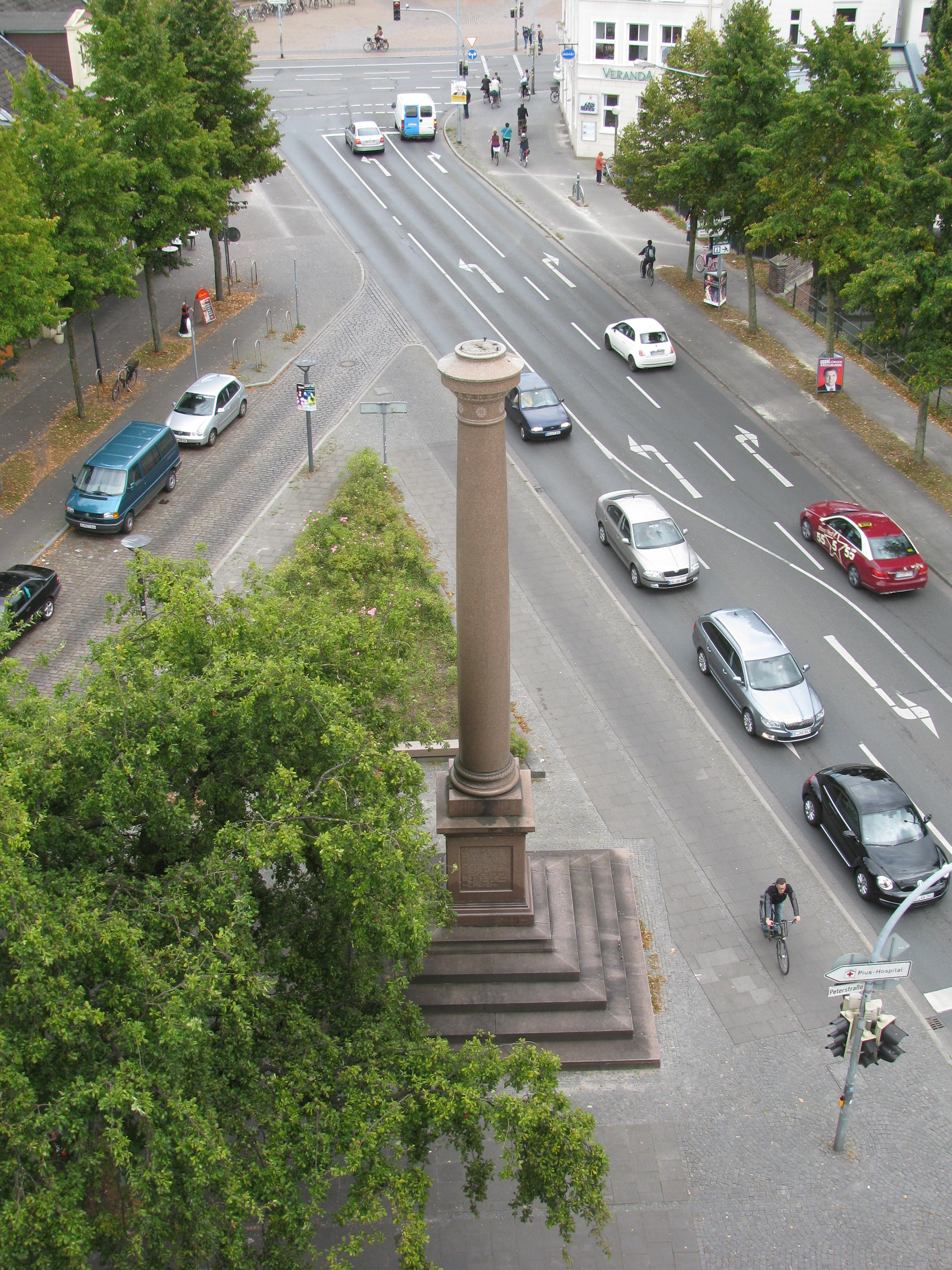
Ähnliche Gestaltung: Friedenssäule in Oldenburg (heute ohne Viktoria-Statue)

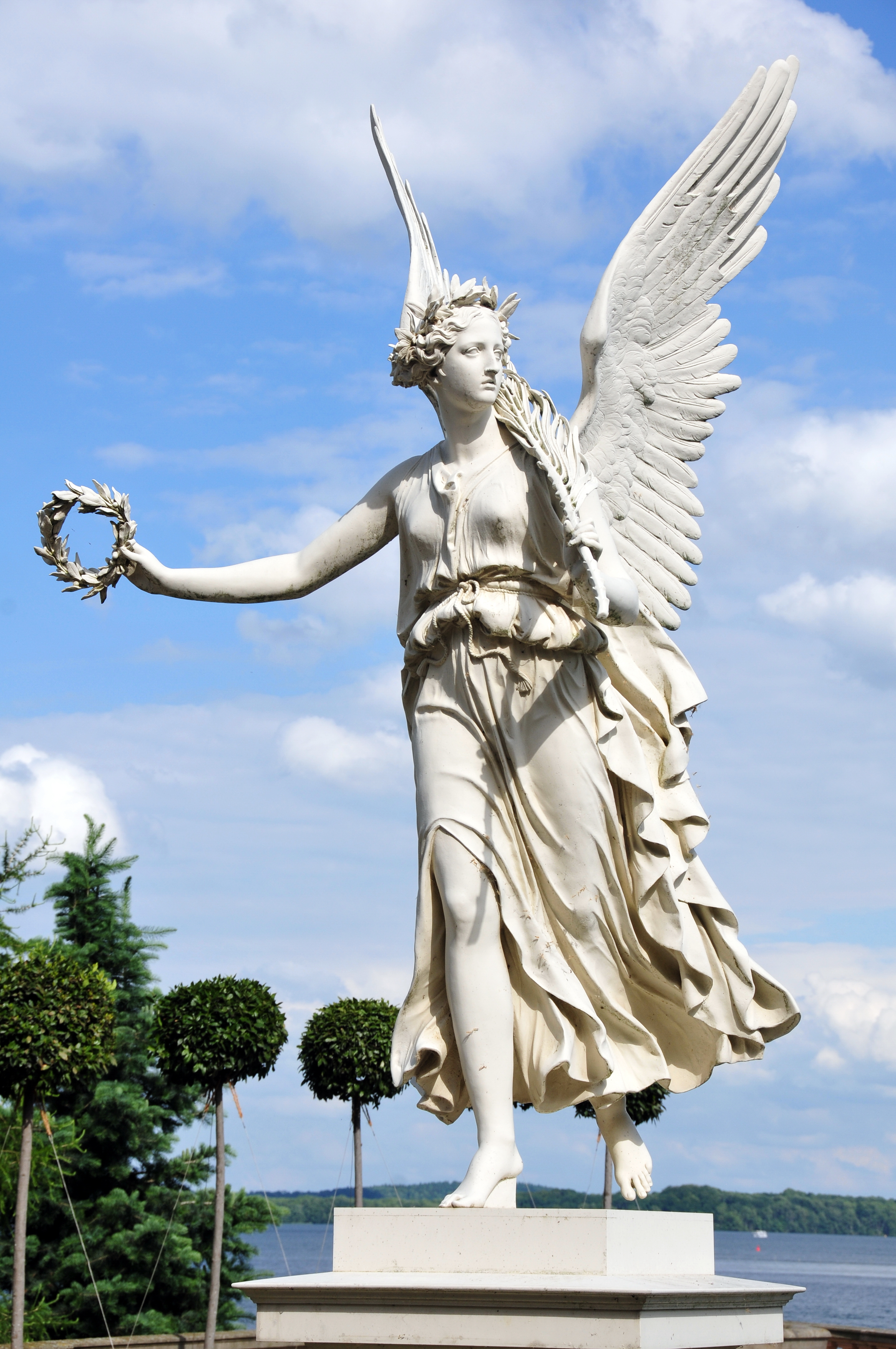
Dem Siegburger Exemplar entsprechende Nachbildung der Viktoria-Statue Rauchs in Schwerin

Der Bonner Steinmetz Johann Josef Olzem fertigte den Unterbau der Viktoria aus Udelfanger Sandstein. Es handelt sich um eine Rundsäule auf einem quadratischen Sockel, der auf einem achtseitigen Unterbau steht. Die Kandelaber an den vier Ecken wurden ursprünglich mittels Gas beleuchtet. Die Figur der Viktoria wurde nach Katalog in Berlin bestellt, bei A. Castner, vorm. M. Geiß im Zinkgussverfahren (nach einem ursprünglichen Modell des Bildhauers Christian Daniel Rauch) hergestellt und anschließend patiniert. Wie für die 1878 errichtete Friedenssäule in Oldenburg gilt als Vorbild für dieses Denkmal Christian Gottlieb Cantians Friedenssäule auf dem Belle-Alliance-Platz in Berlin, auf der Rauchs Viktoria-Statue sich ursprünglich und bis 2006 befand. Nachbildungen der Viktoria-Statue Rauchs finden sich an vielen weiteren Orten, etwa auf der Orangerie Schwerin oder (bis 1994) auf einem Kriegerdenkmal in Waren (Müritz).
Die Gesamtkosten des Denkmals betrugen rund 20.000 Mark, die aus freiwilligen Beiträgen der Einwohner der Stadt und des Siegkreises sowie durch Zuschüsse von Stadt und Kreis finanziert werden.
Das Kriegerdenkmal wurde 1877 auf dem oberen Markt errichtet und am 18. August, dem siebten Jahrestag der Schlacht bei St. Privat, im Beisein von Ehrengästen und Abordnungen der verschiedenen Kriegervereinen des Siegkreises feierlich enthüllt.

## Inschriften
Die Inschriften sind in Versalien gehalten. Am oberen Rand der Säule unterhalb des Gesimses verläuft die Umschrift:
„Gott war mit uns * Ihm sei die Ehre *“.
Die Inschrift an der Vorderseite bezeichnet die Widmung:
„Deutschland’s / tapferen Soehnen / MDCCCLXXVII“.
Darunter nennt eine weitere Umschrift die Orte der Schlachten und Gefechte, an denen Siegburger Soldaten teilnahmen:
„Paris * Sedan * Metz * Amiens“
Die patriotischen Inschrifttafeln am Sockel lauten folgendermaßen:
„Durch uns wird / entboten / ein Gruss euren / Todten.“
„Ich steh’ ohne / Wanken / den Tapferen zu / danken.“
„Ich zeige nach / oben / den Retter zu / loben“
„Mich mag / überleben / echt deutsches / Bestreben“
An den vier Seiten des Unterbaus befinden sich Inschrifttafeln aus schwarzem Granit, die in der Mitte ein reliefiertes Eisernes Kreuz und zu beiden Seiten die Namen der in diesen Kriegen gefallenen Soldaten in alphabetischer Reihenfolge (+ zwei Nachträgen) enthalten.

## Geschichte
Die Kandelaber entwendeten 1919 englische Besatzungssoldaten. Im Zweiten Weltkrieg wurde die Statue durch Schüsse beschädigt. 1956 gab es Diskussionen, die Siegessäule zu entfernen, um den Markt besser für den Verkehr öffnen zu können. Diese Pläne wurden nicht verwirklicht; die Statue wurde 1978 renoviert und befindet sich heute in der Fußgängerzone. Der Palmzweig, den Viktoria in der linken Hand hielt, wurde in den 1990er Jahren von Unbekannten gestohlen. An Weiberfastnacht ist die Siegessäule häufig Treffpunkt für jugendliche Karnevalisten. 2009 wurde für den Ort ein Glasflaschenverbot verhängt. 2013 bot ein ortsansässiger Mäzen an, die Statue mit Blattgold zu überziehen wie die berühmte Siegessäule in Berlin, was jedoch – unter anderem mit dem Hinweis, dass diese Siegessäule eben nicht Vorbild der Siegburger gewesen war und die Friedenssäule am Belle-Alliance-Platz ebenfalls nie goldüberzogen war – abgelehnt wurde.